# Pietro Motolese
Pietro Motolese (Priverno, 8 settembre 1957) è un atleta italiano di tennistavolo paralimpico, attivo anche nei circuiti per normodotati.
Con una carriera agonistica iniziata nel 1970, ha conseguito numerosi successi sia in ambito paralimpico sia nei campionati veterani e regionali per normodotati.

## Biografia
Nato a Priverno (LT) da genitori lucani, Motolese è cresciuto a Conversano (BA), dove ha iniziato a praticare a livello agonistico il tennistavolo; risiede da oltre trent’anni a Trani (BAT). Ha quattro figli ed è attualmente sposato con Claudia (dopo due precedenti matrimoni). Dopo una lunga e prestigiosa carriera, culminata nel ruolo di Dirigente – Capo Area in UBI Banca Carime, è attualmente in pensione. Nel 2007 è rimasto vittima di un grave incidente stradale che ha comportato molteplici fratture, un coma e un lungo percorso di riabilitazione. A seguito dell’incidente è stato riconosciuto come atleta paralimpico dalla Federazione Italiana Tennistavolo (FITET) ed ha continuato a competere anche nelle competizioni per normodotati.

## Carriera sportiva

### Circuito paralimpico
Motolese ha disputato numerosi Campionati federali, distinguendosi ad ottimi livelli. Tra i principali risultati:
- Campione d’Italia a squadre (Serie A1 Paralimpica) nel 2019
- Medaglia di bronzo nel singolo e nel doppio ai Campionati Mondiali Masters Paralimpici (Roma, luglio 2024)
- Medaglia d’argento nel singolo, di bronzo sia nel doppio sia nella Serie A1 ai Campionati Italiani Paralimpici 2024
- Medaglia d'argento a squadre (Serie A1) e di bronzo nel singolo classe 9 ai Campionati Italiani Paralimpici (maggio 2025)

Ha vinto numerose coppe e medaglie in tornei regionali e nazionali, in gare di singolo, di doppio e a squadre.

### Circuito normodotati
Fin dagli anni Settanta ha preso parte a vari campionati regionali e nazionali, anche nel circuito per normodotati. Tra i risultati di rilievo:
- Campione Regionale Allievi (1970, Puglia)
- Campione Regionale Assoluto Veterani (2019, Puglia)
- Due medaglie d'argento ai Campionati Regionali Veterani 2024 (Monopoli, singolo e doppio, categoria 65–70 anni)
- Vincitore del Torneo Over 1500 di Spezzano Albanese (2025)

Ha militato in numerose squadre pugliesi: Conversano, Alberobello, Trani, Molfetta (Amici TT, L’Azzurro, CTT) e, attualmente, nel Casamassima, dove ha giocato anche in coppia con il figlio Carmine L. Claudio.

## Stile di gioco
Motolese è noto per la sua determinazione e la sua grinta, che hanno spesso compensato alcuni limiti tecnici. Egli stesso si è descritto come un atleta più forte nella tenacia che nella tecnica pura.

## Riconoscimenti e dichiarazioni
In ambito sportivo e umano, è considerato un esempio di resilienza. In alcune dichiarazioni ha sottolineato il ruolo centrale che il tennistavolo ha avuto nel suo percorso di recupero dopo l’incidente del 2007, evidenziando inoltre la sua capacità di "non mollare mai" (che gli ha consentito di vincere tante partite che sembravano ormai perse). Tra le sue frasi più note:
"Prima del valore di un atleta... viene il valore della Persona".